# SMS V 43
V 43 – niemiecki niszczyciel z okresu I wojny światowej. Pierwsza jednostka typu V 43. Okręt wyposażony w trzy kotły parowe opalane ropą. Zapas paliwa 296 ton. Po wojnie przejęty przez Stany Zjednoczone i użyty jako okręt-cel. Zatopiony 15 lipca 1921 roku przez pancernik USS "Florida" (BB-30).